# Monstab
Monstab là một đô thị thuộc huyện Altenburger Land, trong bang Thüringen, Đức. Đô thị Monstab có diện tích 5,66 km².